# Pascal Terry
Pascal Terry (Francia, 1 de diciembre de 1959-La Pampa, Argentina, 7 de enero de 2009) fue un piloto de motociclismo francés que falleció a los 49 años por un edema pulmonar tras la cuarta etapa de la edición 2009 del Rally de Dakar siendo ésta su primera participación en el mismo. Formaba parte del equipo Yamaha junto al también galo Pascal Gilbert quien fuese convencido de participar en este por el mismo. El piloto estaba desaparecido desde el día 4 de enero, tras la carrera de la segunda etapa entre Santa Rosa y Puerto Madryn. El deceso de Pascal Terry ocurrió en un área de clima extremadamente continental (con grandes amplitudes térmicas) durante una semana muy calurosa.

## Resultados

### Rally Dakar
| Año     | Categoría | Vehículo | Posición | Etapas |
| ------- | --------- | -------- | -------- | ------ |
| 2009    | Motos     | Yamaha   | QEPD     | -      |
| Fuente: |           |          |          |        |